# Mont Alverstone
Le mont Alverstone, Mount Alverstone en anglais, est une montagne de la chaîne Saint-Élie, à la frontière de l'Alaska et du Yukon.

## Toponymie
Le mont Alverstone a été nommé en 1908 en hommage à Lord Richard Everard Webster Alverstone.

## Géographie
Le mont Alvertone est un sommet de la chaîne Saint-Élie, proche du mont Hubbard au sud et du mont Kennedy légèrement plus bas à l'est. Son sommet forme un point limite de la frontière entre l’Alaska et le Canada. La frontière se dirige vers le sud à partir de cet endroit en direction de l'Alaska du Sud-Est et vers l'ouest en direction du mont Saint-Élie.

## Histoire
Le mont Alverstone a été escaladé pour la première fois en 1951 par une expédition dirigée par Walter Wood, en même temps que le mont Hubbard. Wood apprit lors de ces ascensions le décès accidentel de son épouse Foresta et de leur fille Valerie dans un accident d'avion, d'où le nom du mont Foresta, proche du mont Alverstone.